# Worldwide Universities Network
La Worldwide Universities Network (WUN)  es una red de 16 universidades de investigación que han acordado colaborar en la investigación y la enseñanza. El WUN proporciona universidades miembros financieras y estructurales permite el intercambio de estudiantes y el personal, el desarrollo curricular internacional o trabajos de investigación en conjunto.

## Miembros de la WUN
| Países         | Universidades asociadas |
| Australia      | - Universidad de Sídney - Universidad de Australia Occidental |
| Canadá         | - Universidad de Alberta - Universidad de Toronto |
| China          | - Universidad de Nankín - Universidad de Zhejiang |
| Estados Unidos | - Universidad Estatal de Pensilvania - Universidad de Illinois en Urbana-Champaign - Universidad de California en San Diego - Universidad de Washington - Universidad de Wisconsin-Madison |
| Noruega        | - Universidad de Bergen |
| Países Bajos   | - Universidad de Maastricht |
| Reino Unido    | - Universidad de Bristol - Universidad de Leeds - Universidad de Sheffield - Universidad de Southampton - Universidad de York                                                              |
| Sudáfrica      | - Universidad de Ciudad del Cabo |

- Datos: Q1047645